# ابن سودون
علي بن سودون الجركسي اليشبغاوي القاهري، وكنيته أبو الحسن (ولد عام 810 هـ/1407 م، وتوفي عام 868 هـ/1463 م) شاعر هزلي من أدباء القرن التاسع الهجري في مصر في عصر المماليك البرجية، كتب بالمصرية والعربية الفصحى. ألف كتاباً بعنوان «نزهة النفوس ومضحك العبوس» بالعامية المصرية الدارجة.

## حياته
ولد ابن سودون بالقاهرة عام 810 هـ/1407 م، وبها تعلم. قال عنه السخاوي: شارك مشاركة جيدة في فنون، وحج مرارًا، وسافر في بعض الغزوات، وأَمّ ببعض المساجد. ووصفه ابن العماد بالإمام العلامة. رحل ابن سودون إلى دمشق، حيث تعاطى خيال الظل، وبها توفي عام 868 هـ/1463.

## من مؤلفاته
- كتاب نزهة النفوس ومضحك العبوس
- كتاب قرة الناظر ونزهة الخاطر
- مقامتان[1]

## شعره
يقول السخاوي: سلك (ابن سودون) في أكثر شعره طريقة هي غاية في المجون والهزل والخلاعة، فراج أمره فيها جدًا. من شعره الفكاهى:
ومن شعره أيضًا:
كما قال  :